# Spahi (contre-torpilleur)
Pour les articles homonymes, voir Spahi.
Le Spahi est le navire de tête de sa classe de contre-torpilleurs construits pour la marine française dans la première décennie du XXe siècle.

## Conception
La classe Spahi était moitié plus grande que la classe Branlebas précédente pour correspondre à l’augmentation de la taille des destroyers étrangers. Le Spahi avait une longueur entre perpendiculaires de 64,6 mètres, une largeur de 6,05 mètres et un tirant d'eau de 2,3 mètres. Les navires avaient un déplacement de 530 à 550 tonnes à pleine charge. Leur équipage comptait 77 à 79 officiers et hommes du rang.
Le Spahi était propulsé par deux moteurs à vapeur à triple expansion, chacun entraînant un arbre d'hélice à l’aide de la vapeur fournie par quatre chaudières Normand. Contrairement à ses navires jumeaux, les moteurs du Spahi étaient conçus pour produire une puissance de 9000 chevaux (6700 kW), ce qui devait lui donner une vitesse de 28 nœuds (52 km/h). Lors de ses essais en mer, il a atteint une vitesse de 29,43 nœuds (54,50 km/h). Les navires transportaient suffisamment de charbon pour leur donner une autonomie de 1000 à 1200 milles marins (1900 à 2200 km) à une vitesse de croisière de 10 nœuds (19 km/h).
L’armement principal des navires de la classe Spahi consistait en six canons de 65 millimètres modèle 1902 en affûts simples, un à l’avant et un à l’arrière des superstructures, les autres étaient répartis au milieu du navire. Ils étaient également équipés de trois tubes lance-torpilles de 450 millimètres. L’un d’eux était dans un affût fixe à l’avant et les deux autres étaient sur des affûts rotatifs simples au milieu du navire.

## Carrière
Le Spahi a été commandé aux Forges et chantiers de la Méditerranée et a été lancé le 3 mai 1908 à leur chantier naval de La Seyne-sur-Mer. Il a été achevé en juillet 1910. Lorsque la Première Guerre mondiale éclate en août 1914, le Spahi est affecté à la 2e escadrille de torpilleurs de la 1re armée navale. Au cours des phases préliminaires de la bataille d'Antivari le 16 août, les 1ère, 4e et 5e flottilles de contre-torpilleurs sont chargées d’escorter le gros de la 1ère armée navale tandis que les 2e, 3e et 6e flottilles escortent les croiseurs cuirassés de la 2e escadre légère et deux croiseurs britanniques. Après avoir réuni les deux groupes et repéré le croiseur protégé austro-hongrois SMS Zenta et le destroyer SMS Ulan, les contre-torpilleurs français ne jouèrent aucun rôle dans le naufrage du croiseur, bien que la 4e flottille ait été envoyée à la poursuite infructueuse du Ulan. Après avoir brisé le blocus austro-hongrois d’Antivari (aujourd’hui connu sous le nom de Bar), le vice-amiral Augustin Boué de Lapeyrère, commandant de la 1ère armée navale, décida de transporter des troupes et des fournitures jusqu’au port, escorté par la 2e escadrille légère et les 1re et 6e flottilles de contre-torpilleurs pendant que le reste de la 1ère armée navale bombardait le 1er septembre la base navale austro-hongroise de Cattaro, au Monténégro. Quatre jours plus tard, la flotte assure l’évacuation de Danilo, prince héritier du Monténégro, vers l’île grecque de Corfou. La 2e flottille bombarde le phare de Stončica sur l’île de Lissa le 19 septembre. La flottille escorte plusieurs petits convois chargés de fournitures et d’équipements jusqu’à Antivari, à partir d’octobre et jusqu’à la fin de l’année, toujours couverts par les plus grands navires de l’armée navale dans des tentatives futiles d’attirer la flotte austro-hongroise dans la bataille. L’armée navale attaque Lissa et l’île de Lastovo le 2 novembre, avec le contre-torpilleur Lansquenet entrant dans le port de Vis et extorquant une rançon aux habitants pour que les Français ne bombardent pas la ville. En partant, les Français bombardent à nouveau le phare.
Le torpillage du cuirassé français Jean Bart, le 21 décembre, provoque un changement de tactique française, car les cuirassés sont trop importants pour risquer de les exposer à une attaque sous-marine. Désormais, seuls les contre-torpilleurs escorteraient les transports, couverts par des croiseurs à une distance de 20 à 50 miles (32 à 80 km) des transports. Le premier convoi de 1915 à destination d’Antivari arriva le 11 janvier et d’autres furent effectués jusqu’au dernier les 20 et 21 avril. Après que l’Italie ait signé le pacte de Londres et déclaré la guerre à l’Empire austro-hongrois le 23 mai, le Spahi était toujours affecté à la 2e flottille lorsque cette unité a été transférée à la 1ère division de torpilleurs et de sous-marins de la 2e escadre basée à Brindisi, en Italie.
Selon un rapport britannique du 5 juin, le Spahi et son sister-ship Enseigne Henry sont chargés de patrouiller sur la côte est de la Sicile.